# Blubuk (Losari)
Blubuk is een bestuurslaag in het regentschap Brebes van de provincie Midden-Java, Indonesië. Blubuk telt 2452 inwoners (volkstelling 2010).